# Carfecillin
Carfecillin là một loại kháng sinh beta-lactam. Nó là một dẫn xuất phenyl của carbenicillin, hoạt động như một tiền chất.